# Таміка криклива
Та́міка криклива (Cisticola pipiens) — вид горобцеподібних птахів родини тамікових (Cisticolidae). Мешкає на півдні Центральної Африки.

## Підвиди
Виділяють три підвиди:
- C. p. congo Lynes, 1936 — від східної Анголи до Бурунді і південно-західної Танзанії;
- C. p. pipiens Lynes, 1930 — західна Ангола;
- C. p. arundicola Clancey, 1969 — від південно-східної Анголи і північно-східної Намібії до північного заходу Зімбабве.

## Поширення і екологія
Крикливі таміки поширені в Анголі, Ботсвані, Бурунді, Демократичній Республіці Конго, Намібії, Танзанії, Замбії і Зімбабве. Вони живуть в заплавних луках і на болотах.

## Галерея

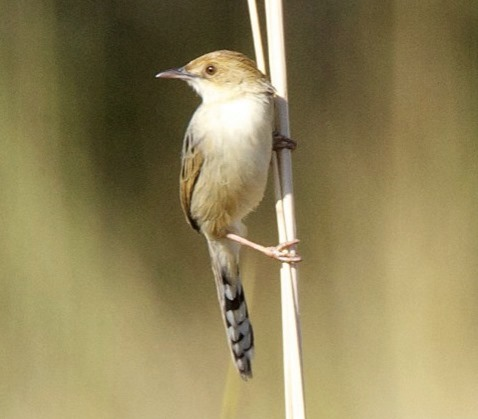
Криклива таміка (заповідник Моремі, Ботсвана)
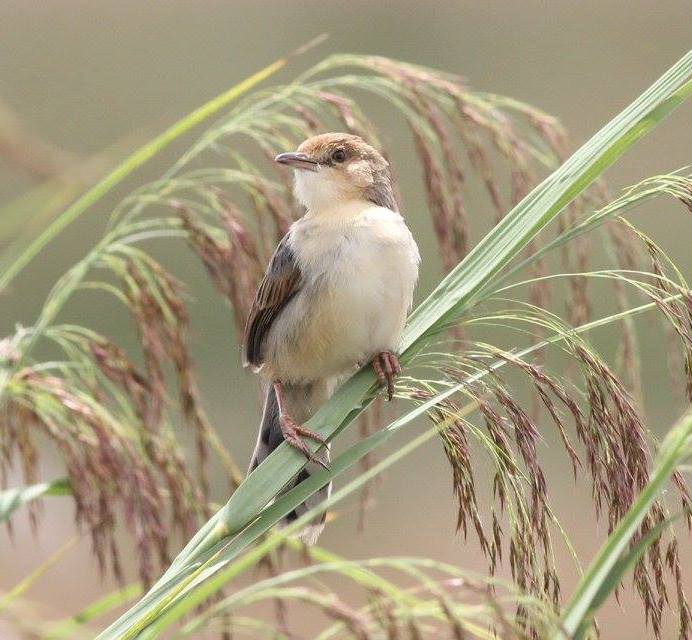
Криклива таміка (Катеке, Ангола)